# Jovan Milošević
Jovan Milošević (serbisch-kyrillisch Јован Милошевић; * 31. Juli 2005 in Čačak) ist ein serbischer Fußballspieler.

## Karriere

### Verein
In der Jugend kam Milošević 2018 vom FK Borac Čačak zum FK Vojvodina. Er gab am 10. Juli 2022 am 1. Spieltag der Saison 2022/23 gegen den FK Napredak Kruševac in der serbischen SuperLiga sein Profidebüt. Im Sommer 2023 wechselte er zum VfB Stuttgart, für den er am 19. August 2023 bei einem 5:0-Sieg gegen den VfL Bochum in der Bundesliga debütierte, als er in der Schlussphase des Spiels eingewechselt wurde. Nach vier weiteren Kurzeinsätzen in der Bundesliga wurde er im Februar 2024 für den Rest der Saison an den Schweizer Erstligisten FC St. Gallen ausgeliehen. Diese Leihe wurde im Juni 2024 bis Juni 2025 verlängert. Im Januar 2025 wurde die Leihe vorzeitig beendet und Milošević an dem FK Partizan Belgrad weiterverliehen.

### Nationalmannschaft
Milošević spielte ab Oktober 2021 in der serbischen U17-Nationalmannschaft und nahm mit ihr nach erfolgreicher Qualifikation an der U17-Europameisterschaft 2022 teil. Dort gelang ihm bis zum Halbfinal-Aus im Elfmeterschießen gegen die Niederlande jeweils ein Tor, womit er am Ende des Turniers mit insgesamt fünf Treffern Torschützenkönig wurde. Anschließend rückte er in die U18-Auswahl auf und bestritt mit ihr fünf Partien, in denen ihm vier Tore gelangen. Von März bis November 2023 bis gehörte er der U19-Nationalmannschaft an. Seit September 2024 ist er Teil der U21-Nationalmannschaft.